# Erik Algot Fredriksson
Erik Algot Fredriksson (13. juni 1885 – 14. maj 1930) var en svensk politimand og tovtrækker som deltog i OL 1912 i Stockholm.
Fredriksson blev olympisk mester i tovtrækning under OL 1912 i Stockholm. Han var med på det svenske hold, som vandt konkurrencen. Da kun to hold stillede op, krævede guldmedaljen kun én sejr, som svenskerne opnåede mod Storbritannien.
Det svenske hold med Fredriksson på holdet blev desuden verdensmestre i 1913.
Erik Fredriksson døde i en trafikulykke som blot 44-årig i 1930.